# Abul-Hasan al-Hasan ibn Ali
Abul-Hasan al-Hasan ibn Ali, także Al-Hassan ibn Ziri (zm. 1171) – ósmy i ostatni władca z dynastii Zirydów w Ifrikiji w latach 1121–1152.
Pod jego rządami piractwo stało się ważnym źródłem dochodów, choć to z kolei zdestabilizowało relacje z chrześcijańskimi państwami morskimi.
Wyprawa Normanów przeciw Al-Mahdijji w 1123 nie powiodła się, a żeby zapewnić możliwość handlu na Morzu Śródziemnym, Zirydzi zostali zmuszeni do zaakceptowania zależności od Sycylii, kontrolowanej przez Normanów. Między 1146 a 1148 królestwo Zirydów upadło, gdy Normanowie pod wodzą Jerzego z Antiochii zajęli nadmorskie miasta, a Abul-Hasan utracił wszystkie terytoria z wyjątkiem Algieru, który poddał się Almohadom w 1152.
Do samej śmierci Abul-Hasan żył w Marrakeszu i zachował pewną władzę nad Al-Mahdiją, którą Almohadzi zdobyli 22 stycznia 1160.